# 岩澤理論
數論中，岩澤理論（英語：Iwasawa theory）是理想類群的伽羅瓦模理論，由日本數學家岩澤健吉於1950年代提出，是割圓域理論的一部分。1970年代初，貝利·馬祖爾考慮了岩澤理論在阿貝爾簇上的推廣。到1990年代初，拉爾夫·格林伯格將岩澤理論應用到動形理論（法文：motifs、英文：motives）。

## 陳述
岩澤健吉起初觀察到代數數論中某些數域所成的塔的伽羅瓦群同構於p進數所構成的加法群。這個群通常寫作 Γ 並採乘法符號，它是加法群{\displaystyle \mathbb {Z} /p^{n}\mathbb {Z} }的逆極限，其中p是固定的素數而{\displaystyle n=1,2,\dots }。我們可以用龐特里亞金對偶定理得到另一種表法：Γ 對偶於所有複數域裡的 {\displaystyle p}-次單位根所成的離散群。

## 例子
設 {\displaystyle \zeta } 為{\displaystyle p}次本原根，並考慮下述數域所成的塔：
{\displaystyle K=\mathbb {Q} (\zeta )\subset K_{1}\subset K_{2}\subset \cdots \subset \mathbb {C} ,}
其中 {\displaystyle K_{n}} 是 {\displaystyle p^{n+1}}次本原根生成的數域。這個塔的聯集稱作{\displaystyle L}。由於 {\displaystyle \mathrm {Gal} (K_{n}/K)=\mathbb {Z} /p^{n}\mathbb {Z} }，{\displaystyle \mathrm {Gal} (L/K)}同構於 Γ 。為了得到一個有趣的伽羅瓦模，岩澤健吉取{\displaystyle K_{n}}的理想類群，並令{\displaystyle I_{n}}為其{\displaystyle p}-撓部份。對於{\displaystyle m>n}，有範數映射{\displaystyle I_{m}\rightarrow I_{n}}，於是得到一個逆系。令 {\displaystyle I} 為其逆極限， Γ 作用其上，我們欲描述這個作用。
毫無疑問，這裡的動機在於 {\displaystyle K} 的理想類群的 {\displaystyle p}-撓部份已被恩斯特·庫默爾認出是他證明費馬大定理的主要障礙。岩澤健吉的創見在於他在一個新的意義上「跑到無窮大」。事實上，{\displaystyle I}是群環的完备化 {\displaystyle \mathbb {Z} _{p}[[\Gamma ]]}上的模；这个环性质很好（它是一个二維正則局部環），這意味著我們可以對其上的模作夠精細的分類。

## 歷史
自岩澤理論在1950年面世起，已經有了一套豐富的理論。人們注意到在模論與黎貝和Heinrich-Wolfgang Leopoldt在1960年定義的p進數L-函數間有根本的聯繫。後者從{\displaystyle \zeta }函數在負整數點的取值（與伯努利數有關）作插值，得到狄利克雷L函數在p進數域的類比。顯然此理論有希望從庫默爾一個世紀創建前的正則素數理論向前邁進。
「岩澤理論主猜想」被陳述為：以兩種不同方法定義的 p進數L-函數（模理論／插值法）應當相等，只要它們是明確定義的。這個猜想在{\displaystyle \mathbb {Q} }上的情形最後由貝利·馬祖爾與安德魯·懷爾斯證明，並由懷爾斯證明所有實域的情形，稱作馬祖爾-懷爾斯定理。他們仿造肯尼斯·阿蘭·黎貝證明埃爾布朗定理之逆定理（即所謂埃爾布朗-黎貝定理）的辦法。
近來 Chris Skinner 與 Eric Urban 也仿用肯尼斯·阿蘭·黎貝的辦法，公佈了GL(2) 的「主猜想」的一個證明。藉由 Kolyvagin 發展的歐拉系統，可以得到馬祖爾-懷爾斯定理更初等的證明（請參見 Washington 的書）。Karl Rubin 等人用歐拉系統得到主猜想其它的推廣形式。

## 文獻
- Greenberg, Ralph, Iwasawa Theory - Past & Present, Advanced Studies in Pure Math. 30 (2001), 335-385. 可下載  （页面存档备份，存于）.
- Coates, J. and Sujatha, R., Cyclotomic Fields and Zeta Values, Springer-Verlag, 2006
- Lang, S., Cyclotomic Fields, Springer-Verlag, 1978
- Washington, L., Introduction to Cyclotomic Fields, 2nd edition, Springer-Verlag, 1997
- Barry Mazur and Andrew Wiles. . Inventiones Mathematicae. 1984, 76 (2): 179–330.
- Andrew Wiles. . Annals of Mathematics. 1990, 131 (3): 493–540.
- Chris Skinner and Eric Urban. . C. R. Math. Acad. Sci. Paris. 2002, 335 (7): 581–586.